# Vladimir Ponkin
Vladimir Ponkin est un chef d'orchestre russe né à Irkoutsk.

## Biographie
Vladimir Ponkin naît le 22 septembre 1951 à Irkoutsk.
Dans les années 1990, il est directeur musical de l'Orchestre symphonique de la fédération de Russie.
En 1995, il dirige la première exécution publique de la version pour clarinette, trombone et orchestre à cordes de Pari intervallo d'Arvo Pärt.